# 埃塞魮
埃塞魮（学名：Barbus ethiopicus）為輻鰭魚綱鯉形目鯉科的其中一個種。被IUCN列為瀕危保育類動物，分布於非洲衣索比亞，為特有種，體長可達25.8公分。

## 扩展阅读
維基物種上的相關：埃塞魮